# 札幌市立澄川南小学校
札幌市立澄川南小学校（さっぽろしりつ すみかわみなみしょうがっこう）は、北海道札幌市南区にある公立小学校。真駒内の隣接地区である澄川に位置する。1983年開校。

## 校風
2021年度時点で全校児童は約400人で、全13学級から構成されている。また、2011年度の「子どもの体力向上」に係る実践研究において、児童の運動能力は全体として札幌市の平均を上回ると報告されている。放課後や休み時間には屋外で遊ぶ児童が多い。
児童会は児童会書記局のほかに体育委員会・放送委員会・図書委員会・保健委員会が設置されている。委員会の活動には当番制の常時活動と、イベントを開催するスペシャル活動の2つがある。

## 沿革
1972年札幌オリンピックなどを理由に開発が急速に進んだこともあり、隣接地区である当時の真駒内は児童数が1982年まで増加の一途を辿っていた。このため真駒内地域では1960年代から70年代前半にかけて4つの小学校が立て続けに開校されており、この流れを汲んで澄川南小学校も1983年に開校に至った。しかしこれ以降、真駒内地域の児童数は減少に転じる。開校当時600人強であった澄川南小学校の児童数は1988年度に600人を割り、1996年度に約400人まで減少。2001年度には約300人程度まで落ち込み、2021年度時点でも400人弱に留まっている。